# Stuart Zender
Stuart Patrick Jude Zender es un bajista británico conocido sobre todo por haber formado parte de la formación original de la banda de funk y acid jazz Jamiroquai. 

## Biografía
Nacido el 18 de marzo de 1974, en Sheffield, Inglaterra, en el seno de una familia de fuerte orientación musical, Stuart Zender emigró con su padrasto a Filadelfia, Estados Unidos con tan solo siete años. Durante su adolescencia, Stuart tocaba la batería en una banda de punk que interpretaba versiones del grupo Misfits. Con 14 años regresó al Reino Unido, para ingresar en una escuela que abandonaría un año más tarde. Más o menos por aquella época había comenzado a interesarse por el bajo eléctrico cuando un amigo le había prestado su colección de discos de Weather Report; el sonido de su bajista Jaco Pastorius le impresionó tanto que se decidió finalmente por este instrumento, aprendiendo nota a nota todas las líneas del disco Black Market, que Pastorius había grabado con Weather Report. 
A este período de aprendizaje inicial siguió una época en la que Zender, acompañado de unos amigos tocaba por las calles de Londres sin demasiados resultados económicos, además de acompañar a su hermana en un grupo aficionado de versiones. Con 17 años, Stuart Zender recibió la llamada de Nick Van Gelder, el baterista original de Jamiroquai, quien le presentó a Jason Kay y al teclista del grupo Toby Smith. El primer tema que Zender grabó para el grupo fue "Too young to die", un tema que acabaría apareciendo en el álbum de debut de la banda, titulado "Emergency on Planet Earth". Tras tres álbumes grabados con el grupo, un premio Grammy y cuatro premios MTV, Stuart Zender abandonó Jamiroquai por motivos que nunca han sido del todo aclarados, si bien parece ser que se trató de un conflicto por derechos de autores: Zender afirma haber participado en la composición de los temas de los tres primeros discos del grupo, si bien este hecho nunca se vio reflejado ni en los créditos del disco ni en los royalties.
Tras su marcha de Jamiroquai durante la grabación de "Synchronized", el cuarto álbum de la banda, Stuart Zender trabajó con varias importantes figuras de la industria, como Stevie Wonder, 
Omar, Lauryn Hill, Diana Ross, Gorillaz, Space Monkeys, Fela Kuti, Amy Winehouse o Mark Ronson, además de formar una banda propia llamada Azure, con la que llegó a firmar un contrato discográfico con Virgin que, sin embargo nunca llegó a editarles un solo disco. Más tarde, el bajista puso en marcha su nuevo proyecto "Leroi", con el que firmó para el sello Geffen, además de iniciar su colaboración como bajista y director musical de la banda de Mark Ronson en 2006. 
Recientemente Zender ha creado su propio sello discográfico "White Buffalo Recordings" para el que se encuentra preparando material para un disco en solitario. Por otra parte, ha firmado un contrato con la firma alemana Warwick Basses que ha comercializado un nuevo modelo con el nombre del bajista y ha iniciado un nuevo proyecto, con el nombre "Running out of Heroes".

## Valoración
Stuart Zender ha sido una de las figuras clave para entender el boom que ha vivido el bajo eléctrico a mediados de la década de 1990. Su participación en una de las bandas de mayor éxito comercial de la década supuso una plataforma envidiable para mostrar el talento del bajista, que canalizaba sus claras influencias del mundo del funk, el jazz y la Fusion Music en un estilo personalísimo . La influencia que ha ejercido Zender en tan solo seis años de trabajo con Jamiroquai es patente aún hoy día en toda una nueva generación de jóvenes bajistas, que a través de sus grabaciones han descubierto una singular puerta de entrada al trabajo de otros maestros como Nathaniel Phillips, Stanley Clarke, Alphonso Johnson, Chuck Rainey, Larry Graham, Jaco Pastorius, Bootsy Collins, Verdine White, James Jamerson, Bernard Edwards, Paul Jackson, o  Helmut Hatler.

## Discografía
- Emergency on Planet Earth. 1993
- The Return of the Space Cowboy. 1994
- Guru - Jazzmatazz Volume II (The New Reality). 1995
- Travelling without Moving. 1996
- Live from 6A - Late Night With Conan O'Brien.
- Lauryn Hill - The Miseducation of.... 1998 -
- Mica Paris - Black Angel. 1998
- Now Dance 98 - Compilation. 1998
- Omar - Best by Far. 1998
- All Saints - Saints and Sinners. 2000
- Space Monkeyz vs. Gorillaz - Laika Come Home. 2002
- Mark Ronson - Version. 2007
- Mark Ronson - Record Collection. 2010
- "Incognito -In Search Of Better Days" .2016

## Apariciones en Video
- Jamiroquai - When You Gonna Learn
- Jamiroquai - Blow Your Mind
- Jamiroquai - Emergency on Planet Earth
- Jamiroquai - Light Years
- Jamiroquai - Stillness in Time
- Jamiroquai - Space Cowboy
- Jamiroquai - Cosmic Girl
- Jamiroquai - Alright
- Jamiroquai - High Times
- Jamiroquai - Virtual Insanity
- Ms. Dynamite - Dy-Na-Mi-Tee
- Mark Ronson - Oh My God (Feat. Lily Allen)
- Mark Ronson - Valerie (Feat. Amy Winehouse)
- US TV Appearance - Stop Me - Conan O'Brien, NBC, 2007.07.12

## Bajos
- Warwick Thumb NT. 1993 (When You Gonna Learn? VIDEO).
- Warwick Streamer Stage I. 1993-1995.
- Alembic Epic 4 String (On Stage Backup Bass). 1993-1995
- Warwick Iroquai Rug Bass. 1996-1997
- Warwick White Stage 1 Bass. 1997
- Warwick The Chrome Ender. 1998
- Fender 1964 Precision Bass. 2000
- Warwick Stuart Zender Signature Bass. 2009